# Судієнко Олександр Михайлович
Судієнко Олександр Михайлович (28 липня 1832, Москва 12 квітня 1882, Новгород-Сіверський) — російський військовий та державний діяч XIX століття

## Життєпис
Народився 28 липня 1832 року в Москві. Через півтора року після його народження батьки повернулися в Україну і оселилися у своїй садибі в Очкиному, а потім переїхали до Новгорода-Сіверського.
У 1843 році сім'я Судієнків переселилася до Києва, де Олександр поступив і в 1850 році закінчив приватний навчальний заклад.
Після закінчення навчання вступив на військову службу унтер-офіцером у Драгунський його імператорської величності полк (10.11.1850 р.), де 13 лютого 1851 року був пожалуваний в юнкери, а 16 січня 1853 року — в прапорщики.
З 14 серпня 1853 року по 10 січня 1854 року Олександр Михайлович служив ад'ютантом при командирі 1-ї Драгунської дивізії, з 12 січня 1854 року по 1 листопада 1855 року ад'ютантом при командирі 2 резервного кавалерійського корпусу генералі від кавалерії Івані Петровичу Шабельському, а з 4 грудня 1855 року ад'ютантом при штабі 1-го Гвардійського окремого резервного кавалерійського корпусу.
22 січня 1856 року О. М. Судієнка перевели в лейб-гвардії Кірасирський Його Величності полк корнетом, однак на прохання Івана Петровича Шабельського залишили на посаді ад'ютанта при штабі 1-го Гвардійського окремого резервного кавалерійського корпусу.
На початку 1857 року, після звільнення І. П. Шабельського в запас, Олександр Михайлович залишив посаду ад'ютанта і 25 січня 1857 року повернувся у свій полк. 18 травня 1857 року О. М. Судієнка прикомандирували до лейб-гвардії Гусарського Його Величності полку з випробуванням, 25 червня 1857 року пожалували в поручики, а 25 травня наступного року зарахували у вказаний полк корнетом.
30 травня 1858 року Олександр Михайлович брав участь у параді, приуроченому освяченню Ісаакіївського собору в Санкт-Петербурзі. Під час параду його кінь підковзнувся, упав на тротуар і переламав йому ногу у двох місцях. У зв'язку з цим О. М. Судієнко понад рік перебував на лікуванні, після чого повернувся у свій полк, і 3 квітня 1860 року був пожалуваний в поручики, а 17 квітня 1862 року — в штаб-ротмістри.
Однак повністю одужати від отриманої травми йому не вдалось, і 5 листопада 1863 року він звільнився із армії за хворобою.
Під час проходження служби О. М. Судієнко брав участь у військових походах російської армії проти турків та англо-французів (04.05.1854 р. — 26.08.1855 р.) і проти об'єднаних військ Туреччини, Англії, Франції та Сардинії (1855). За відзнаки по службі був нагороджений Іменним Найвищим благоволінням (02.04.1856 р.).
Після виходу у відставку Олександр Михайлович повернувся у Новгород-Сіверський і протягом декількох років управляв маєтками свого батька, а потім поступив на державну службу. Обирався почесним мировим суддею Новгород-Сіверського судового мирового округу, головою з'їзду мирових суддів Новгород-Сіверського судового мирового округу, а 30 травня 1881 року був обраний на посаду предводителя дворянства Новгород-Сіверського повіту.
12 квітня 1882 року Олександр Михайлович дочасно помер і був похований на території Спасо-Преображенського монастиря поруч з матір'ю і батьком.

## Родина
- Син Георгій. Народився 21 червня 1872 року в Новгороді-Сіверському. Під час Російсько-японської війни він служив санітаром в російській армії і був нагороджений Георгіївським хрестом, а після закінчення війни працював членом Новгород-Сіверської повітової землевпорядної комісії (1908 р., 1909 р.) і мировим суддею 2-ї дільниці Новгород-Сіверського судового мирового округу (01.01.1914 р.). Мав чин колезького секретаря і був одружений з Вірою Степанівною Слепушкіною, дочкою відставного капітана Степана Івановича Слепушкіна. Віра Степанівна займалася громадською діяльністю і впродовж декількох років була головою «Товариства допомоги нужденним ученицям Новгород-Сіверської жіночої гімназії» (1908—1909 рр.).

- Донька Ольга. Народилася 6 червня 1867 року в Черторигах Глухівського повіту Чернігівської губернії. Була одружена з Василем Олександровичем Семеновим (1836 — 04.10.1916 рр.), таємним радником, який з 1870 р. по 1890 р. служив володимирським віце-губернатором, а з 1890 року був почесним опікуном опікунської ради установ імператриці Марії по Петроградському присутствію, і проживала разом з ним в Санкт-Петербурзі. За деякими даними померла в травні 1938 в Франції.

- Донька Марія. Народилася 29 березня 1869 року в Новгороді-Сіверському. Після закінчення в 1886 році «Виховного товариства благородних дівиць» (Смольного інституту) вийшла заміж за камер-юнкера імператорського двору Сергія Олександровича Єгорова (28.03.1863 — 14.04.1902 рр.), який в 1890 р. служив почесним мировим суддею Юр'ївського повіту Володимирської губернії, і проживала разом з ним і сином в Москві, поблизу Кремля. 14 квітня 1902 року Марія Олександрівна овдовіла, а через десять років одружилася з Йосипом Петровичем Скаржинським, камергером імператорського двору, дійсним статським радником і поміщиком з Херсонської губернії. Померла 28 жовтня 1951 року в Римі і була похована на некатолицькому кладовищі Тестаччо.

- Донька Софія. Народилася 7 вересня 1874 року в Новгороді-Сіверському. У першому шлюбі вона була одружена з Володимиром Васильовичем Чарнишем (07.07.1867 р. — ?), колезьким секретарем, який до 1894 року служив поручиком в армії, а з 1894 року працював молодшим понадштатним чиновником особливих доручень при київському губернаторі, а після розлучення з ним — з Костянтином Миколайовичем Волковим, штаб-ротмістром Чугуївського уланського полку.